# Phil Robson
Phil Robson (Derby, 28 februari 1970) is een Britse jazzgitarist en -componist van de modernjazz.

## Biografie
Robson, die in Derby opgroeide, leerde vanaf zijn tiende jaar gitaar spelen. Zijn vader is een semi-professionele klarinettist. Al als tiener begeleidde hij gastmuzikanten als John Etheridge en Bheki Mseleku in de plaatselijke jazzclub, maar ook zijn vader Trevor Robson. Op 18-jarige leeftijd verhuisde hij naar Londen, waar hij jazz studeerde aan de Guildhall School of Music. In de jaren 1990 was hij lid van het British National Youth Jazz Orchestra, waarmee hij tussen 1991 en 1993 zijn eerste opnamen maakte. Vervolgens werkte hij in het Britse en internationale jazzcircuit met musici als Christine Tobin, Andrea Vicari, Ken Stubbs, Claire Martin, Liam Noble, Alec Dankworth, Hans Koller en ook met Billy Hart, James Genus, Donny McCaslin en David Liebman. Als begeleider heeft hij ook samengewerkt met Charles Earland, Kenny Wheeler, Bob Brookmeyer, Steve Lacy en Barbra Streisand. Twintig jaar lang leidde hij samen met Julian Siegel de formatie Partisans, die vijf albums uitbracht.
Robsons debuutalbum Impish werd in 2002 uitgebracht bij Babel, gevolgd door Screenwash (2004), met originele composities, maar ook coverversies van John Lennons Jealous Guy en Jerome Kerns Yesterdays. In 2011 nam Robson onder zijn eigen naam het album The Immeasurable Code (Whirlwind) op met Gareth Lockrane, Mark Turner, Michael Janisch en Ernesto Simpson (drums). Sinds 2015 woont hij in New York; momenteel (2019) leidt hij zijn eigen kwartet, maar hij is ook lid van het New Life Orchestra van Peter Leitch en het Jed Levy Quartet. Op het gebied van jazz was hij tussen 1984 en 2015 betrokken bij 42 opnamesessies, meest recentelijk met Jeff Williams. Op de Parliamentary Jazz Awards 2009 won hij de categorie «Jazz Musician of the Year».

## Discografie
- Julian Siegel/Phil Robson: Partisans (EFZ, 1996), met Thad Kelly, Steve Watts, Gene Calderazzo
- Alec Dankworth/Julian Argüelles/Phil Robson: If You're Passing By … (Candid, 2002)
- The Cut Off Point (Whirlwind, 2014), met Ross Stanley, Gene Calderazzo